# Manuela Drescher
Manuela Drescher, po mężu Oschmann (ur. 9 czerwca 1965 w Zella-Mehlis) – niemiecka biegaczka narciarska reprezentująca NRD i Niemcy, brązowa medalistka mistrzostw świata.

## Kariera
Igrzyska olimpijskie w Albertville w 1992 r. były pierwszymi i zarazem ostatnimi igrzyskami w jej karierze. Zajęła tam 15. miejsce w biegu na 15 km techniką dowolną, 42. miejsce w biegu na 5 km techniką klasyczną oraz 38. miejsce w biegu pościgowym.
W 1985 roku wystartowała na mistrzostwach świata w Seefeld in Tirol. Osiągnęła tam największy sukces w swojej karierze wspólnie z Gaby Nestler, Antje Misersky i Ute Noack zdobywając brązowy medal w sztafecie 4 × 5 km.
Podczas mistrzostw świata juniorów w Trondheim w 1984 roku zajęła trzecie miejsce w sztafecie, a w biegu na 5 km była piętnasta. Na rozgrywanych rok później mistrzostwach świata juniorów w Täsch wywalczyła kolejny brązowy medal w sztafecie, a w biegu na 5 km zajęła trzynastą pozycję.
Najlepsze wyniki w Pucharze Świata osiągnęła w sezonie 1991/1992, kiedy w klasyfikacji generalnej zajęła 47. miejsce.

## Osiągnięcia

### Igrzyska olimpijskie
| Miejsce | Dzień     | Rok  | Miejscowość | Konkurencja             | Czas biegu | Strata  | Zwyciężczyni      |
| ------- | --------- | ---- | ----------- | ----------------------- | ---------- | ------- | ----------------- |
| 15.     | 9 lutego  | 1992 | Albertville | 15 km stylem klasycznym | 42:20,8    | +3:08,0 | Lubow Jegorowa    |
| 42.     | 13 lutego | 1992 | Albertville | 5 km stylem klasycznym  | 14:13,8    | +1:47,9 | Marjut Lukkarinen |
| 38.     | 15 lutego | 1992 | Albertville | 5+10 km pościgowy       | 40:07,7    | +4:58,8 | Lubow Jegorowa    |

### Mistrzostwa świata
| Miejsce | Dzień       | Rok  | Miejscowość | Konkurencja           | Czas biegu | Strata  | Zwyciężczyni |
| ------- | ----------- | ---- | ----------- | --------------------- | ---------- | ------- | ------------ |
| 29.     | 19 stycznia | 1985 | Seefeld     | 10 km stylem dowolnym | 30:54,8    | +3:42,5 | Anette Bøe   |
| 3.      | 23 stycznia | 1985 | Seefeld     | Sztafeta 4 × 5 km     | 1:04:50,1  | +1:06,9 | ZSRR         |

### Mistrzostwa świata juniorów
| Miejsce | Dzień     | Rok  | Miejscowość | Konkurencja             | Wynik   | Strata  | Zwyciężczyni        |
| ------- | --------- | ---- | ----------- | ----------------------- | ------- | ------- | ------------------- |
| 15.     | 3 lutego  | 1984 | Trondheim   | 10 km stylem klasycznym | 32:48,5 | +1:31,9 | Swietłana Sacharowa |
| 3.      | 5 lutego  | 1984 | Trondheim   | Sztafeta 3 × 5 km       | 52:27,8 | +1:53,6 | Norwegia            |
| 13.     | 14 lutego | 1985 | Täsch       | 10 km stylem klasycznym | 31:24,3 | +1:23,4 | Anna-Lena Fritzon   |
| 3.      | 16 lutego | 1985 | Täsch       | Sztafeta 3 × 5 km       | 44:47,1 | +31,6   | ZSRR                |

### Puchar Świata

#### Miejsca w klasyfikacji generalnej
- sezon 1991/1992: 47.